# Reynaldo Pedro Cesco
Reynaldo Pedro Cesco (General Arenales, Provincia de Buenos Aires, 15 de septiembre de 1905 – La Plata, Provincia de Buenos Aires, 11 de marzo de 1974) fue un matemático y astrónomo Argentino. Hermano del astrónomo argentino Carlos Ulrico Cesco.
Fue director del Observatorio Astronómico de La Plata entre 1958 y 1964, y entre 1969 y 1973. También fue director del Observatorio Austral "Félix Aguilar". Dirigió el Departamento de Mecánica Celeste del Observatorio de La Plata entre 1955 y 1972.
Su labor fue reconocida en forma de un premio entregado a los astrónomos de destacada actuación en la Argentina, bajo el nombre de -Premio “Reynaldo P. Cesco” -.